# Minnesota United Football Club
O Minnesota United Football Club, ou simplesmente Minnesota United, é um clube profissional estadunidense de futebol da região metropolitana de Minneapolis-Saint Paul, no estado de Minnesota. O time joga na Conferência Oeste da Major League Soccer (MLS). O clube começou a jogar na MLS em 2017, substituindo sua antiga franquia de mesmo nome na North American Soccer League (NASL).
O clube concluiu a construção do Allianz Field, um estádio específico de futebol no bairro Midway de Saint Paul, no início de 2019.

## História

### NSC Minnesota (2010-2011)
As  considerações para incluir um time da região na NASL começou em dezembro de 2009. O clube foi inaugurado oficialmente no dia 05 de fevereiro de 2010, e disputou pela primeira vez um torneio em 2010, quando disputou a D2 da USL.
Seu primeiro jogo foi em 11 de abril de 2010 contra o Vancouver Whitecaps. Em seu primeiro ano também enfrentou outras equipes como o Carolina RailHawks, Crystal Palace Baltimore e AC St. Louis. A equipe terminou a competição em quarto lugar.
Em 2011 a equipe jogou pela primeira vez na NASL, estreando contra o Atlanta Silverbacks no dia 09 de abril de 2011. A equipe terminou em sexto lugar

### Minnesota Stars FC (2012)
Em 2012 o clube resolveu mudar o nome para Minnesota Stars FC, colocando em seu nome o antigo apelido do clube, que era conhecido como "The Stars". Disputou apenas uma temporada com esse nome.
No final do ano um grupo de investidores do Minnesota Vikings, liderados por Bill McGuire comprou o time, que o renomeou para o nome atual, Minnesota United FC

### Minnesota United FC (2012-Atual)
Em dezembro de 2012 o clube passou a se chamar oficialmente de Minnesota United. O clube começou a ter excelentes campanhas na NASL, levando o título do Soccer Bowl em 2014. Esses resultados positivos e somado a grande média de público para a competição, sempre acima de 8.000 pessoas, chamou a atenção do Don Garber, comissário da MLS. Entre 2013 e 2014 disputou uma vaga com o Sacramento Republic na Major League Soccer
Em 25 de Março de 2015, a MLS anunciou o Minnesota como a vigésima terceira equipe da competição, em parceria com os donos do Minnesota Twins, Timberwolves e do Wild. A equipe deseja construir um estádio em Minneapolis .

#### Temporada de Estreia na Major League Soccer
A equipe entrou na Major League Soccer em 2017 na competição juntamente com o Atlanta United FC. Durante a primeira temporada jogará seus jogos no TCF Bank Stadium  Sua partida inaugural na Major League Soccer foi contra o Portland Timbers no Providence Park no dia 03 de março de 2017, partida que acabou 5x1 para a equipe da casa. A campanha nos primeiros jogos não foi boa, o clube levou 18 gols nas quatro primeiras partidas.Sua primeira vitória foi contra o Real Salt Lake no dia 01 de abril, por 4x2. 

## Elenco atual
Atualizado em 10 de maio de 2025.